# Kalliope (Zeitschrift)
KALLIOPE. Zeitschrift für Literatur und Kunst war eine seit Anfang 2008 bis 2010 halbjährlich erscheinende Kunst- und Literaturzeitschrift. Sie erschien im Bernstein-Verlag, Bonn und wurde herausgegeben von Claudia Weise und Ahmad Milad Karimi.
Die Beiträge gehörten in die Bereiche Lyrik, Prosa, Essay und bildende Kunst. Als Ziel der Zeitschrift formulierten die Herausgeber, die Verwandtschaft und Beziehungen zwischen den alten und den jungen Kunstformen darzustellen und ein Forum für junge Autoren und Künstler zu bieten.
Zu den veröffentlichten (vorwiegend deutschsprachigen) Autoren gehörten Jan Wagner, Helmut Krausser, Durs Grünbein, Matthias Kehle, Henning Heske, Markus Gabriel und Bernhard Uhde.